# Christian Schacht
Christian Schacht (né le 24 juin 1976 à Karlsruhe) est un athlète allemand, spécialiste du sprint.

## Biographie
Lors des Championnats d'Europe 2002, Christian Schacht remporte la médaille de bronze sur 4 × 100 mètres, aux côtés de Ronny Ostwald, Marc Blume et Alexander Kosenkow. Initialement 4e, le relais allemand bénéficie de la disqualification de l'équipe britannique à la suite du cas de dopage de Dwain Chambers.

### Palmarès
| Date | Compétition           | Lieu   | Résultat | Épreuve   | Performance |
| ---- | --------------------- | ------ | -------- | --------- | ----------- |
| 2002 | Championnats d'Europe | Munich | 3e       | 4 × 100 m | 38 s 88     |

### Records
| Épreuve    | Performance | Lieu      | Date            |
| ---------- | ----------- | --------- | --------------- |
| 100 mètres | 10 s 38     | Brunswick | 29 juillet 2000 |